# Wólka Dworska
Wólka Dworska – wieś sołecka w Polsce położona w województwie mazowieckim, w powiecie piaseczyńskim, w gminie Góra Kalwaria.
W latach 1975–1998 miejscowość administracyjnie należała do województwa warszawskiego.